# T Coronae Australis
T Coronae Australis är en eruptiv variabel av Herbig Ae/Be-typ (INSB) i stjärnbilden Södra kronan.
Stjärnan varierar mellan visuell magnitud +11,67 och 14,3 utan någon fastställd periodicitet.